# A makrancos hölgy

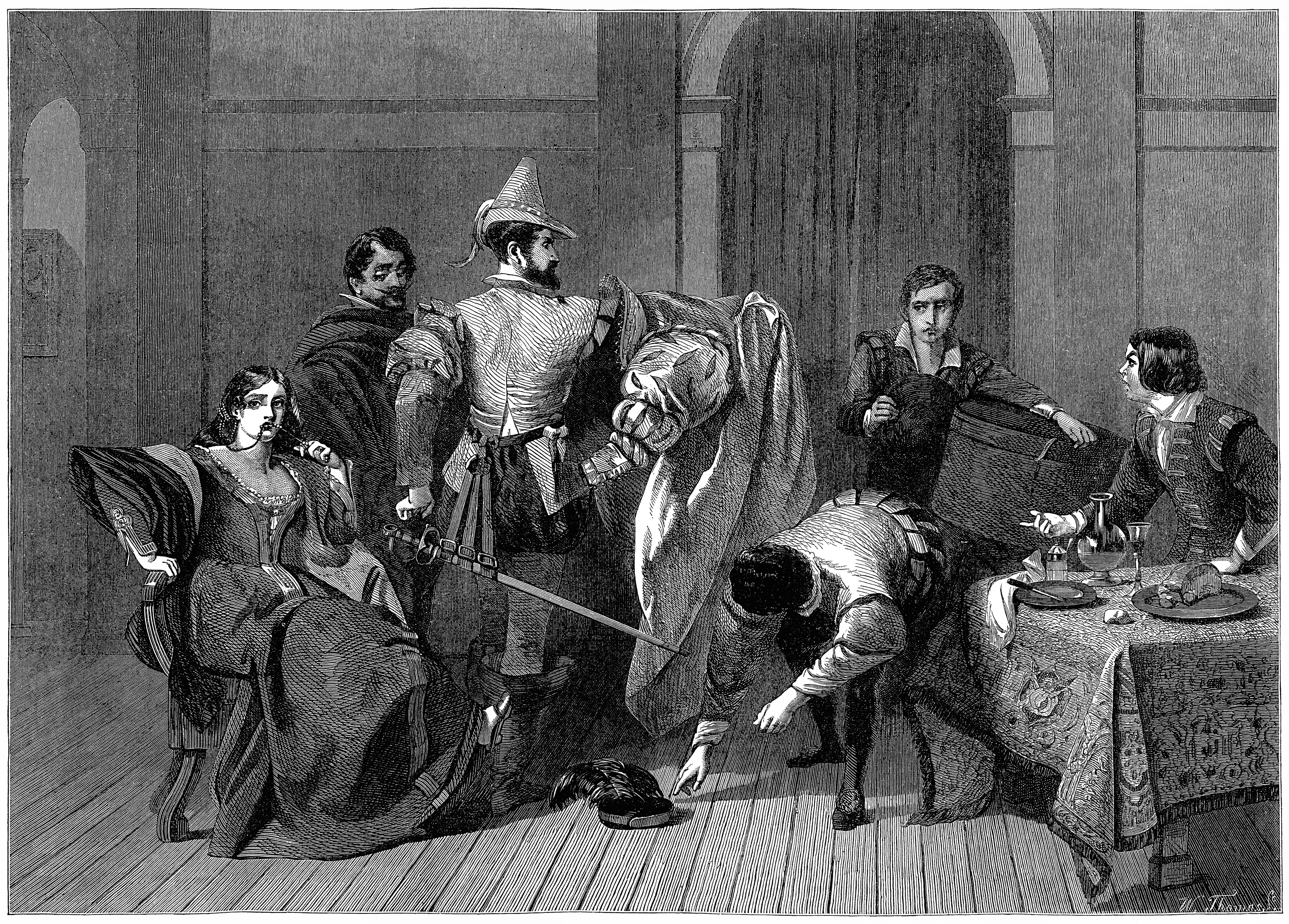
C. R. Leslie illusztrációja a IV. felvonás 3. jelenetéhez, 1886

A makrancos hölgy, eredeti címén The Taming of the Shrew William Shakespeare egyik korai vígjátéka, amelyet vélhetőleg 1590 és 1594 között írhatott. A darab egy keretjátékkal indul, amelyben egy részeg embert becsapnak, hogy nemesúrnak higgye magát. A vélt nemesúr nézi végig a tulajdonképpeni színdarabot, amelyben a Petruchio nevű nemesúr feleségül veszi az éles eszű és éles nyelvű Katarinát. Petruchio úgy manipulálja feleségét, hogy végül az megszelídül, és aláveti magát férje akaratának. A cselekmény mellékszála Katarina engedelmes és szelíd húgának a története.
Mivel hasonló címmel (The Taming of a Shrew) már létezett egy Erzsébet-kori dráma, a kritikusok hosszas vitákat folytattak a darab szerzőségéről. A vígjátékot több ízben feldolgozták, készült a nyomán opera, film és musical, köztük Cole Porter híres Kiss Me, Kate című változata.

## Szereplők
| Eredeti név             | Lévay József     | Varró Dániel | Varró Dániel | Bozai Ágnes         | Leírás              | Leírás              |
| ----------------------- | ---------------- | ------------ | ------------ | ------------------- | ------------------- | ------------------- |
| Katherina (Kate) Minola | Katalin          | Katalin      | Katalin      | Katalin (Kata)      | Baptista leánya     | Baptista leánya     |
| Bianca                  | Bianka           | Bianca       | Bianca       | Bianka              | Baptista leánya     | Baptista leánya     |
| Baptista                | Baptista         | Baptista     | Baptista     | Baptista            | páduai gazdag nemes | páduai gazdag nemes |
| Petruchio               | Petruchio        | Petruchio    | Petruchio    | Petruchio           | veronai ifjú.       | veronai ifjú.       |
| Gremio                  | Gremio           | Gremio       | Gremio       | Gremio              | Bianka kérője       | Bianka kérője       |
| Lucentio                | Lucentio,        | Lucentio     | Lucentio     | Lucentio            | Vincentio fia       | Vincentio fia       |
| Hortensio               | Hortensio,       | Hortensio    | Hortensio    | Hortensio           | Bianka kérője       | Bianka kérője       |
| Grumio                  | Grumio           | Grumio       | Grumio       | Grumio              | Petruchio szolgája  | Petruchio szolgája  |
| Tranio                  | Tranio           | Tranio       | Tranio       | Tranio              | Lucentio szolgája   | Lucentio szolgája   |
| Biondello               | Biondello        | Biondello    | Biondello    | Biondello           | Lucentio szolgája   | Lucentio szolgája   |
| Vincentio               | Vincentio        |              |              | Vincentio           | písai agg nemes     | písai agg nemes     |
| Widow                   | Özvegy           | Özvegy       | Özvegy       | Özvegyasszony       |                     |                     |
| Pedant                  | Vándor           | Kereskedő    | Kereskedő    | Egy tudós           |                     |                     |
| Haberdasher             | Divatárus        |              |              | Divatárus           |                     |                     |
| Tailor                  | Szabó            |              |              | Szabó               |                     |                     |
| Curtis                  | Kurta            | Curtis       | Curtis       | Curtis              | Petruchio szolgája  | Petruchio szolgája  |
| Nathaniel               | Nathanáel        |              |              | Nathaniel           | Petruchio szolgája  | Petruchio szolgája  |
| Joseph                  | József           |              |              | József              | Petruchio szolgája  | Petruchio szolgája  |
| Peter                   | Péter            |              |              | Péter               | Petruchio szolgája  | Petruchio szolgája  |
| Nicholas                | Miklós           |              |              | Mikolás             | Petruchio szolgája  | Petruchio szolgája  |
| Philip                  | Filep            |              |              | Fülöp               | Petruchio szolgája  | Petruchio szolgája  |
| Officer                 | törvényszolga    |              |              |                     |                     |                     |
| Christopher Sly         | Ravaszdi Kristóf |              |              | Huncut Kristóf      |                     |                     |
| Hostess of an alehouse  | Csaplárné        |              |              | Kocsmárosné         |                     |                     |
| Lord                    | Gróf             |              |              | Lord                |                     |                     |
| Bartholomew             | Berta            |              |              | Apród (Bartholomew) | apród               | apród               |
| Lord's Huntsman         | Vadászok         |              |              | Vadászok            |                     |                     |
| Players                 | Szinészek        |              |              | Vándor színészek    |                     |                     |
| Servingmen              | Szolgák          |              |              | szolgák             |                     |                     |
| Messenger               | Szolga           |              |              |                     |                     |                     |

## Tartalom

### Előjáték, I. szín

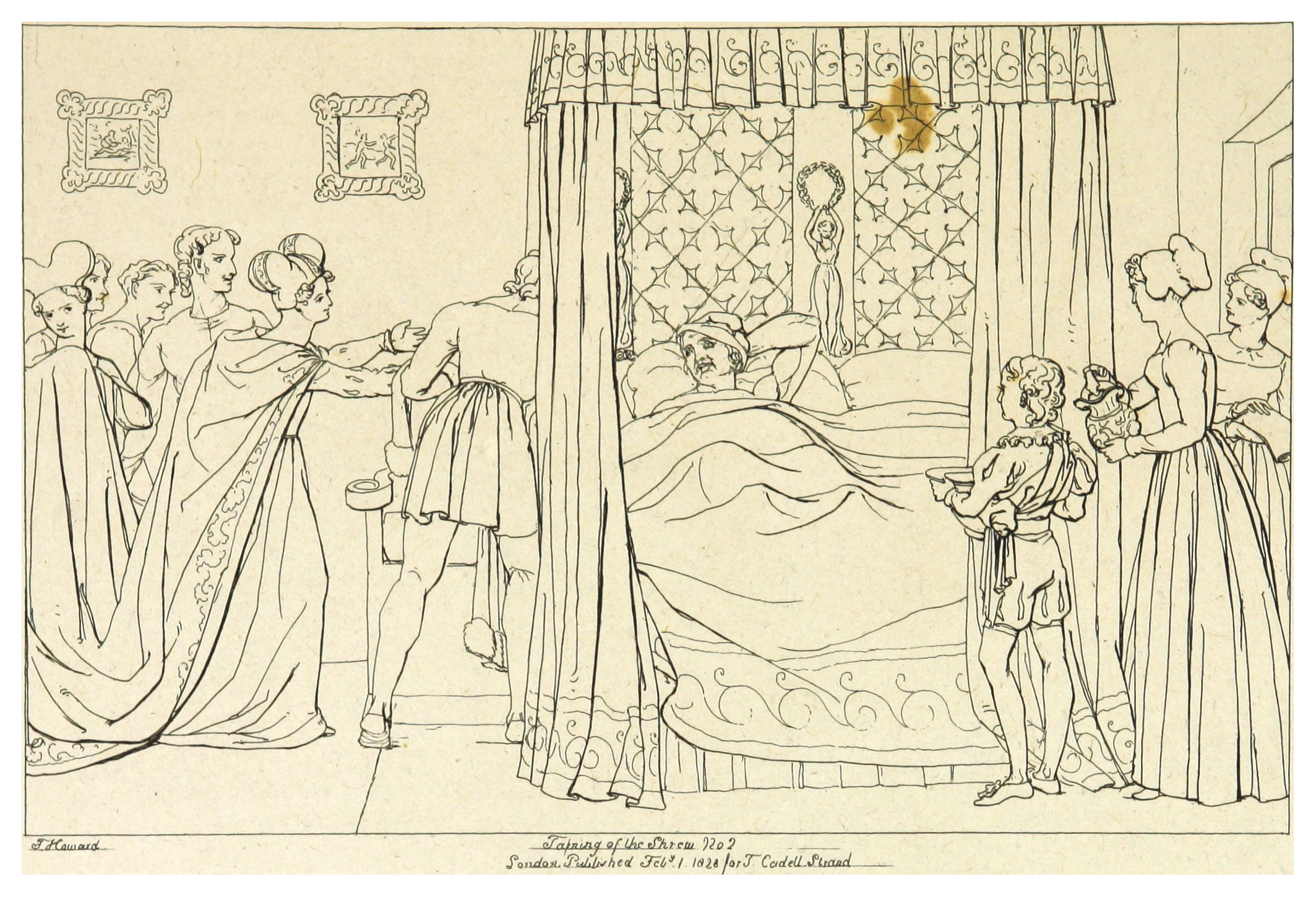
Az előjáték illusztrációja

A mű egy kocsma előtt nyit, ahol Ravaszdi Kristóf és a csaplárné veszekednek. A veszekedés után Ravaszdi elveszti eszméletét, és a kocsmában hamarosan megáll egy Gróf, aki mélyen megbotránkozik a részeg Ravaszdi láttán. A Gróf úgy dönt egy tréfát fog játszani az eszméletlen emberen. Megparancsolja szolgáinak, hogy vigyék fel Ravaszdit a kastélyába és tegyenek úgy, mintha egy úr lenne, aki súlyosan beteg. A gróf mindenben eligazítja a szolgáit; apródját, Bertát pedig beöltöztetteti a frissen úrrá tett Ravaszdi feleségének. A kastélyban megáll egy színész csoport is, akiket a Gróf megkér, hogy adjanak elő egy darabot.

### Előjáték, II. szín
Miután Ravaszdi felébred, először nehezen hiszi el, hogy tényleg egy nemes ember lenne, de miután a gróf folyamatosan győzködi, lassan kezd neki hinni. Első rendelkezése, hogy látni szeretné a feleségét. Miután a szolgák behozzák Bertát, az apródot nőnek öltözve, Ravaszdi rögtön ágyba szeretné vinni. Berta az orvosra hivatkozva kerül ki a helyzetből, és javasolja, hogy nézzenek meg egy színdarabot a színészek előadásában.

### Első felvonás, I. szín
A színdarab Pádua egy terén kezdődik ahol Lucentio és szolgája, Trainio, Lucentio oktatásáról beszélgetnek. Megjelenik Baptista leányai, Bianka és Katalin társaságában, akik éppen Bianka kérőivel Hortensioval és Gremioval beszélgetnek. Baptista nem fogja engedni Biankát megházasodni, addig emeddig Katalinnak nem találnak férjet. Gremio felháborodva javasolja, Katalint inkább megbüntetni kellene a nagyszájúsága miatt. A kérők meghallják, hogy Bianka tanárt keres és Lucentio azt javasolja, cseréljenek ruhát a szolgálójával, hogy ő álruhában taníthassa Biankát, miközben Traino az egyetemen tanul. Minden kérő megegyezik abban, hogy Katalinnak férjet kell találniuk.

### Első felvonás, II. szín
Petruchio megérkezik Hortensio házához. Kiderül, hogy apja egy kisebb vagyont hagyott rá, de Petruchio szeretne tovább gazdagodni egy előnyös házasság megkötésével. Hortensio megemlíti Katalint, majd Petruchio ragaszkodik ahhoz, hogy bemutassák Katalinnak. Hortensio is álruhát ölt, az ő terve is az, hogy tanárnak álcázva férkőzik Bianka közelébe, és szeretné, ha Petruchio, mint ajándékot adná Baptistának.

### Második felvonás, I. szín
Baptista házában Katalin és Bianka éppen veszekednek, és az apjuknak kell megvédeni Biankát Katalin haragjától. Petruchio és Bianka kérői is megérkeznek, Lucentio és Hortensio tanárnak álcázva. Petruchio azonnal elmondja, hogy szeretné Katalint feleségül venni. A találkozásuk után a férfi Kata minden szavát ellene fordítja, és azt hazudja az apjának, hogy Kata beleegyezett a házasságba.

### Harmadik felvonás, I. szín
A tanároknak álcázott Hortensio és Lucentio Biankán veszekszik. Hortensio egy latin óra kereteiben felfedi igazi kilétét, de Bianka nem ígér neki semmit. Lucentio átnyújt egy szerelmes levelet Biankának zeneóra közben, miközben Hortensio aggódik Bianka érzései miatt. Biankát hamarosan elhívják, hogy segítsen az esküvői előkészületekben.

### Harmadik felvonás, II. szín
A következő felvonás már Petruchio és Kata esküvőjének napján nyit. A menyasszony és apja ideges mivel Petruchio késik. Amikor megjelenik, nincs alkalomhoz illően öltözve, és a szertartás alatt is borzasztóan viselkedik. A két felvonás között eltelt idő közben Bianka beleszeretett a magát tanárnak álcázó Lucentóba, és el akarnak szökni, de az apja már időközben odaígérte kezét a Traniónak, aki Lucentiónak van beöltözve.

### Negyedik felvonás, I. szín
Petruchio két szolgájának. Grumio-nak és Kurtának a párbeszédéből értesülünk az ifjú házasok utazásáról. Kurta megjegyzi, az ifjú férj inkább tűnik házsártosnak, mint felesége. Petruchio házába visszatérve az újdonsült férj felvázolja tervét, hogyan szelídítse meg újdonsült feleségét, azaz nem fogja engedi Katát enni és aludni.

### Negyedik felvonás, II. szín
Páduában Tranio (Lucentiónak öltözve) és Hortensio Bianka után kémkednek és látják, ahogy az igazi Lucento-val flörtöl. A felháborodott Hortensiot meggyőzi Tranio, hogy esküdjenek meg, egyikük sem veszi feleségül Biankát. Hortensio eldönti egy özvegyet vesz feleségül és oktatásért fordul Petruchiohoz, hogyan szelídítse meg a nőt. Tranio és Lucentio elkezd keresni valakit aki Vincentiónak (Lucentio apjának) álcázza magát.

### Negyedik felvonás, III. szín
Petruchio házában Kata könyörög Gurmio-nak hogy adjon neki enni. Miután ez nem történik meg Petruchio beszíni, hogy Kata és ő is hivatalosak Bianka esküvőjére. Kata új ruhát akar az esküvőre, de Petruchio szerint a ruhák nem fontosak. Hortensio aki éppen a makrancos hölgyek megszelídítését tanulja, úgy gondolja Petruchio igazán tehetséges ebben a tudományágban.

### Negyedik felvonás, IV. szín
Páduában Baptista éppen a házassági szerződést tárgyalja az ál-Lucentio ál-apjával miközben az igazi Lucentio és Bianka elszökik a templomba, hogy házasságot kössön.

### Negyedik felvonás, V. szín
Pádua felé az úton Kata és Petruchio ismét veszekszik. Ha Kata azt mondja a napot látja, Petruchio egyértelműen a holdnak hívja. Hortensio biztatására Kata elkezd egyetérteni Petruchioval mindenben. Az úton találkoznak Vincentioval, Lucentio igazi apjával.

### Ötödik felvonás I. szín
Páduába megérkezve Vincentiot a saját magának öltözött tudós fogadja, és olyan jó alakítást tesz, hogy mindenkit meggyőz, hogy az igazi Vincentio valójában egy csaló. Lucentio és Bianka időközben már megesküdött, és most mindent bevallanak. Szerencsére Vincentio egy megbocsátó apa, és mindannyian ellátogatnak a lagziba, amit Biankának és (a magát Lucentiónak álcázott) Tranionak terveztek eredetileg.

### Ötödik felvonás, II. szín
A lagziban a férfiak azon vitatkoznak, kinek van a legengedelmesebb felesége, és egy fogadást is kötnek erről. Minden férfi felesége visszautasítja, hogy előjöjjön, miután a férfiak hívják őket, kivéve Katát, aki még a többi feleséget is kioktatja arról, hogyan legyenek engedelmesek. Ezek után Petruchio lábához esik, királynak hívja, majd mindketten elmennek, otthagyva a meghökkent násznépet.

## A szöveg keletkezésének ideje

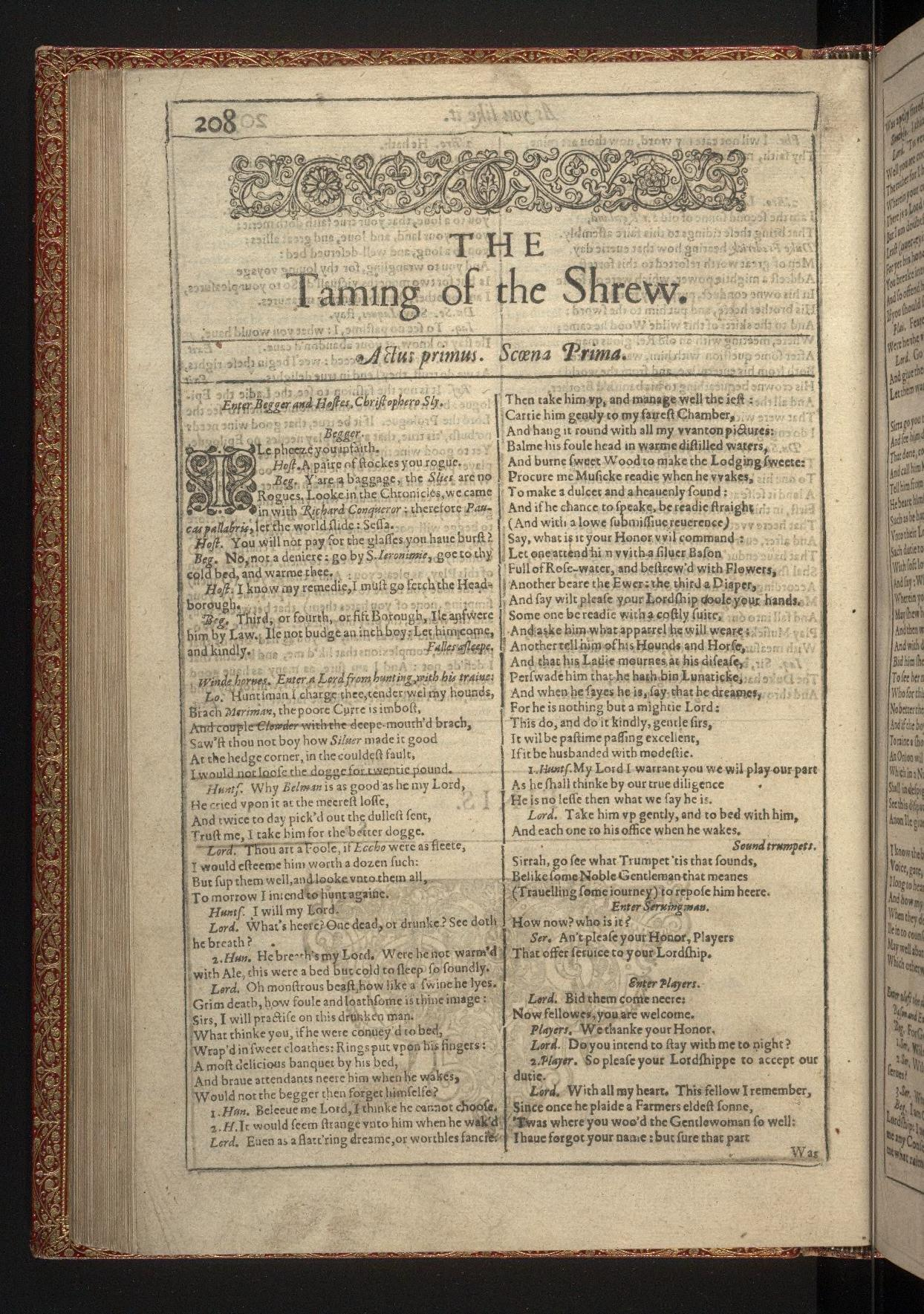
A makrancos hölgy az első fólióban

A színdarab keletkezésének idejéről nem sokat tudunk. A szöveg két változatban él, mindkettő ugyanabban az időben keletkezett, az egyik a The Taming a Shrew, a másik a The Taming of The Shrew angol címet viseli. A dolgot bonyolítja, hogy a Newington Butts színházban 1594. június 11-én egy The Taming of A Shrew című darabot adták elő, minden bizonnyal a Lordkamarás Emberei színtársulat előadásában. Erről a darabról nem tudni pontosan, hogy a Makrancos Hölgy egy változata volt-e vagy egy különálló darab. Az első említés A makrancos hölgy (The Shrew) előadásáról 1633-ból származik, miszerint siker volt a királyi udvarban. Ezt megelőzően viszont már megjelent az első fólióban. Azt pontosan nem tudjuk, milyen kapcsolat van a Taming of a Shrew és a Taming of the Shrew között (lehetséges, hogy a Makrancos Hölgy egy korábbi változata vagy csupán egy másolat) de a Taming of a Shrew 1594-ben került be a Stationer’s Registry-be. Ebből arra következtethetünk, hogy A makrancos hölgy valamikor Shakespeare Londonba érkezése után (1590) és 1594 között íródhatott. Ha elfogadjuk, hogy az A Shrew a Makrancos Hölgy egy változata akkor pontosabban le tudjuk szűkíteni az idő periódust. Az A Shrew idézeteket tartalmaz Marlowe Faustusából, ami azt jelenti A Shrew valamikor 1592 augusztusa és 1594 áprilisa között íródott.

## A szöveg
Habár az A Shrew már korábban megjelent nyomtatásban, a Taming of the Shrew először 1623-ban jelent meg az első folióban. A komédiák között tűnik fel és a 11. darab a fólióban. Abban szinte biztosak lehetünk, hogy a darab nem egy súgói változat alapján lett nyomtatva. A szövegből több kis szót is kihagytak, ami Morris szerint valószínűleg egy írnok műve lehetett. A Makrancos Hölgy és a Taming of A Shrew jogilag egyként voltak kezelve, ami azt jelentette, hogy mindkét színdarab szerzői jogai ugyanahhoz a személyhez tartoztak.

## A mű forrásai
Az előjáték forrása minden bizonnyal az Ezeregyéjszaka meséi lehettek, amiben ugyanígy bánnak egy eszméletlen emberrel, aki egy sikátorban alszik. Ez a motívum több történetben is feltűnik. Hasonló a helyzet a darab többi részével is, mivel nincs bizonyíték arra, hogy a Kata/Petruchio történetnek lenne egy bizonyos forrása. Hasonló történetek elterjedtek voltak a középkorban, és a népmesékben is. Jan Harold Brunwald 1966-ban arra következtetésre jutott, hogy a történetnek nincs egy forrása, hanem Shakespeare egy ismert népmesei tradíciót vett át, és alakított az ő kedvére. A darab többi részét valószínűleg az olasz Ariosto I Sopposi (Az elcseréltek) című művének Gascoigne féle fordítása ihlette. A darab egy fiatal szerelmes férfi történetét meséli el aki tanítónak álcázza magát, hogy elnyerje szíve választottjának kezét.

## A mű témái és kritikai története
A makrancos hölgy egy olyan vígjáték, melynek központi témái a hatalmi és a két nem közti csatározásra épülnek. A műben három módon jelennek meg a kapcsolatok; az apa és lányai, a nők és a kérőik, Kata és Petruchio között. A darab nem csak az Erzsébet-kori, hanem a mai családon belüli feszültségekről ad élethű képet és ugyanígy nem csak a nők Shakespeare korában betöltött társadalmi helyzetének egyfajta paródiája, hanem a velük való bánásmódnak is ábrázolása, amely a modern néző közönség soraiban sokszor nem tetszést vált ki.
A címadó makrancos lány, Kata jelleméhez méltóan, a darab utolsó, ötödik felvonása is megosztotta a közönséget és indulatos reakciókat váltott ki a modern kor emberéből. Az akkor már engedelmes Kata igazi szenvedéllyel érvel a mellett, hogy a nők kedves szóval, engedelmességgel és szerelemmel tartoznak hites uruknak.

| „                    | Kata Férjed: urad, fentartód, életed Fejdelmed és főd, aki rajtad és Jólléteden csügg, éretted magát Koczkára vetve földön, tengeren S virasztva vészes éjen, hűs napon | ” |
| – Lévay; V. felv. 2. | |   |

Ezt az utolsó felvonásban elhangzó monológot a nagy többség a nők elnyomásaként és alárendeltségeként értelmezte, ugyanakkor az irodalmi kritikusok szerint többféleképpen is értelmezhetőek Kata szavai:
1. Kata őszintén szól, mert Petruchio megtörte és megszelídült.[4][6]
2. Kata őszintén szól, de nem azért, mert Petruchio megszelídítette, hanem mert beleszeretett a férjébe és elfogadta szerepét, mint feleség.[7][8]
3. Kata ironikus: elhiteti Petruchióval, hogy megszelídítette őt, de igazából csak bolonddá teszi.[9][10]
4. Kata szavait sem ironikusan, sem komolyan nem vehetjük: beszéde része a játék a játékban viccelődő természetének.[5]

A darabot több szempontból is támadások érték. A nők elnyomását, alárendeltségét, a kegyetlenséget és a pénz hatalmát mutatja be, és ami rosszabb, ezek dicsőítése komoly nemtetszést váltott ki a közönségből és az olvasókból. A darab főszereplői Kata és Petruchio, akiknek a küzdelme, és főleg a lány szelídítésének folyamata a darab fő cselekményszála. Petruchio kínozza és éhezteti feleségét, aki egy idő után megtörik, és szófogadó asszonnyá válik, vagy nem. Mindezt az dönti el, hogy Kata monológját a már megadott négy szempont közül melyik alapján értelmezzük.

## Filmes adaptációk
IMDb adatbázisa alapján a történetnek 41 verziója született.
- La bisbetica domata (1908) (rövidfilm)
- The Taming of the Shrew (1908) (rövidfilm) amerikai film: Rendezte: D.W. Griffith
- Katharina: Florence Lawrence, Petruchio: Arthur W. Johnson, Bianca: Linda Arvidson és még sokan mások.
- La mégère apprivoisée (1911)
- The Taming of the Shrew (1911) (rövidfilm)
- La bisbetica domata (1913)
- The Iron Strain (1915)
- Impossible Catherine (1919)
- The Taming of the Shrew (1923) (rövidfilm)
- The Taming of the Shrew (1929)
- You Made Me Love You (1933)
- Second Best Bed (1938)
- Katharine and Petruchio (1939) (TV film)
- La bisbetica domata (1942)
- Makrancos hölgy (1943) magyar film: Rendező: Martonffi Emil, Benedek Pálma: Karády Katalin, Jámbor Pál: Jávor Pál, Pálma apja: Lehotay Árpád
- Makacs Kata (1943) magyar film: Rendező: Bánky Viktor, Juhász Kata: Buttkay Emmi, Szabó Péter: Hajmássy Miklós, Kata apja: Mihályffi Béla
- Studio One: The Taming of the Shrew (1950) (TV epizód)
- BBC Sunday-Night Theatre: The Taming of the Shrew (1952) (TV epizód)
- Csókolj meg, Katám! (Kiss Me Kate) (1953) amerikai musical, Rendező: George Sidney, Zene és dalszöveg: Cole Porter
- Lilli Vanessi 'Katherine': Kathryn Grayson, Fred Graham 'Petruchio': Howard Keel, Lois Lane 'Bianca': Ann Miller, Bill Calhoun 'Lucentio': Tommy Rall
- A makrancos feleség (1956)
- The Taming of the Shrew (1956) (TV film)
- Kiss Me, Kate (1958) (TV film)
- Ukroshchenie stroptivoy (1961) (TV film)
- Ah min hawaa (1962)
- McLintock! (1963)
- A makrancos hölgy (The Taming of the Shrew) (1967) amerikai film Rendező: Franco Zeffirelli
- Katharina: Elizabeth Taylor, Petruchio: Richard Burton, Bianca: Natasha Pyne, Lucentio: Michael York
- Kiss Me Kate (1968) (TV film)
- Kiss Me Kate (1975) (TV film)
- The Taming of the Shrew (1976) (TV film)
- The Taming of the Shrew (1980) (TV film)
- A makrancos pasas (1980)
- Bristlelip (1982) (rövidfilm)
- A simlis és a szende: Atomic Shakespeare (1986) (TV epizód)
- Shakespeare: The Animated Tales: The Taming of the Shrew (1994) (TV epizód)
- 10 dolog, amit utálok benned (10 Things I Hate About You ) (1999) amerikai film
- Rendező: Gil Junger
- Kat Stratford: Julia Stiles, Patrick Verona: Heath Ledger, Bianca Stratford: Larisa Oleynik, Cameron James: Joseph Gordon-Levitt
- O Cravo e a Rosa (2000) (tv-sorozat)
- One on One: Tame Me, I'm the Shrew (2002) (TV epizód)
- A Sógorok réme (2003)
- Great Performances: Kiss Me Kate (2003) (TV epizód)
- Kate – La bisbetica domata (2004)
- ShakespeaRe-Told: The Taming of the Shrew (2005) (TV epizód)
- A dögös és a dög (2008)
- Ukroshchenie stroptivykh (2009)
- Isi Life Mein...! (2010)

## A makrancos hölgy a magyar színházakban
Az Országos Színháztörténeti Múzeum és Intézet digitális adattára alapján A makrancos hölgy 57 különböző rendezésben került bemutatásra Magyarországon.
Az első bemutató 1855. március 13-án, Pesten a Nemzeti Színház társulatának előadásában került színpadra Fekete Soma fordítása alapján.
Az előadások az alábbi fordítók munkái alapján zajlottak: Fekete Soma, Lévay József, Harsányi Zsolt, Jékely Zoltán, Márton László, Rozsnyik László, Nádasdy Ádám és Varró Dániel.
A makrancos hölgy sok fordításban jelent meg. Egyik legmodernebb verziója Varró Dániel munkája, mely 2012. január 8-án került bemutatásra a budapesti Vígszínház színpadán Gothár Péter rendezésében. (hivatkozás a Vígszínház honlapjáról) A két főszerepet, Katalint és Petruchiót, Börcsök Enikő és Nagy Ervin alakították. A Varró-féle fordítás megosztotta a közönséget, ahogy a fordító korábbi munkái is, mivel az túl modernizált és szlenget is használ.